# Theophasida
Theophasida is een geslacht van vlinders van de familie spinners (Lasiocampidae).

## Soorten
- T. cardinalli (Tams, 1926)
- T. kawai Zolotuhin & Prozorov, 2010
- T. obusta (Tams, 1929)
- T. serafim Zolotuhin & Prozorov, 2010
- T. superba (Aurivillius, 1914)
- T. valkyria Zolotuhin & Prozorov, 2010